# Giovanni Giorgio Lascaris

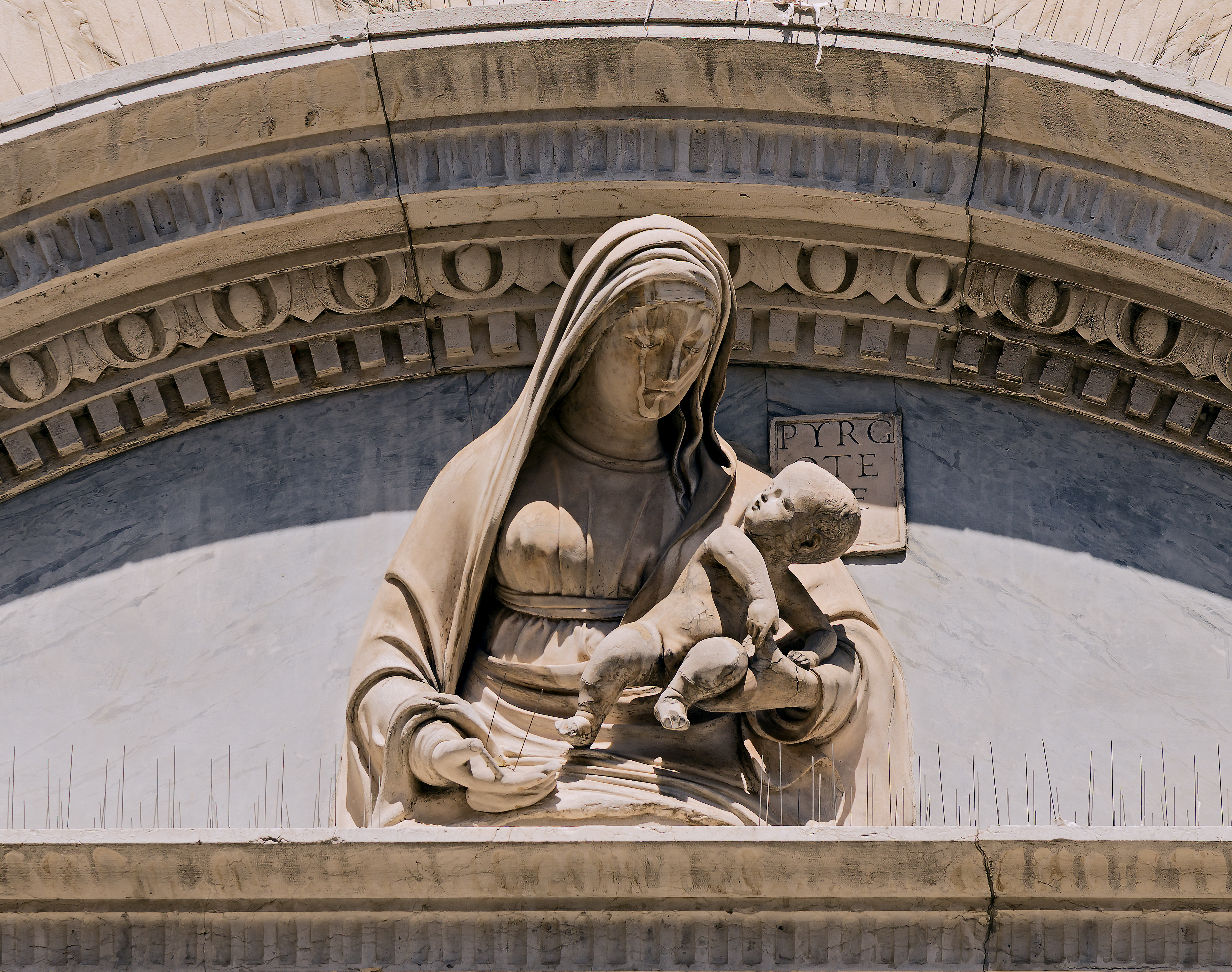
Madonna con Bambino - Portale d'ingresso della chiesa di Santa Maria dei Miracoli a Venezia.

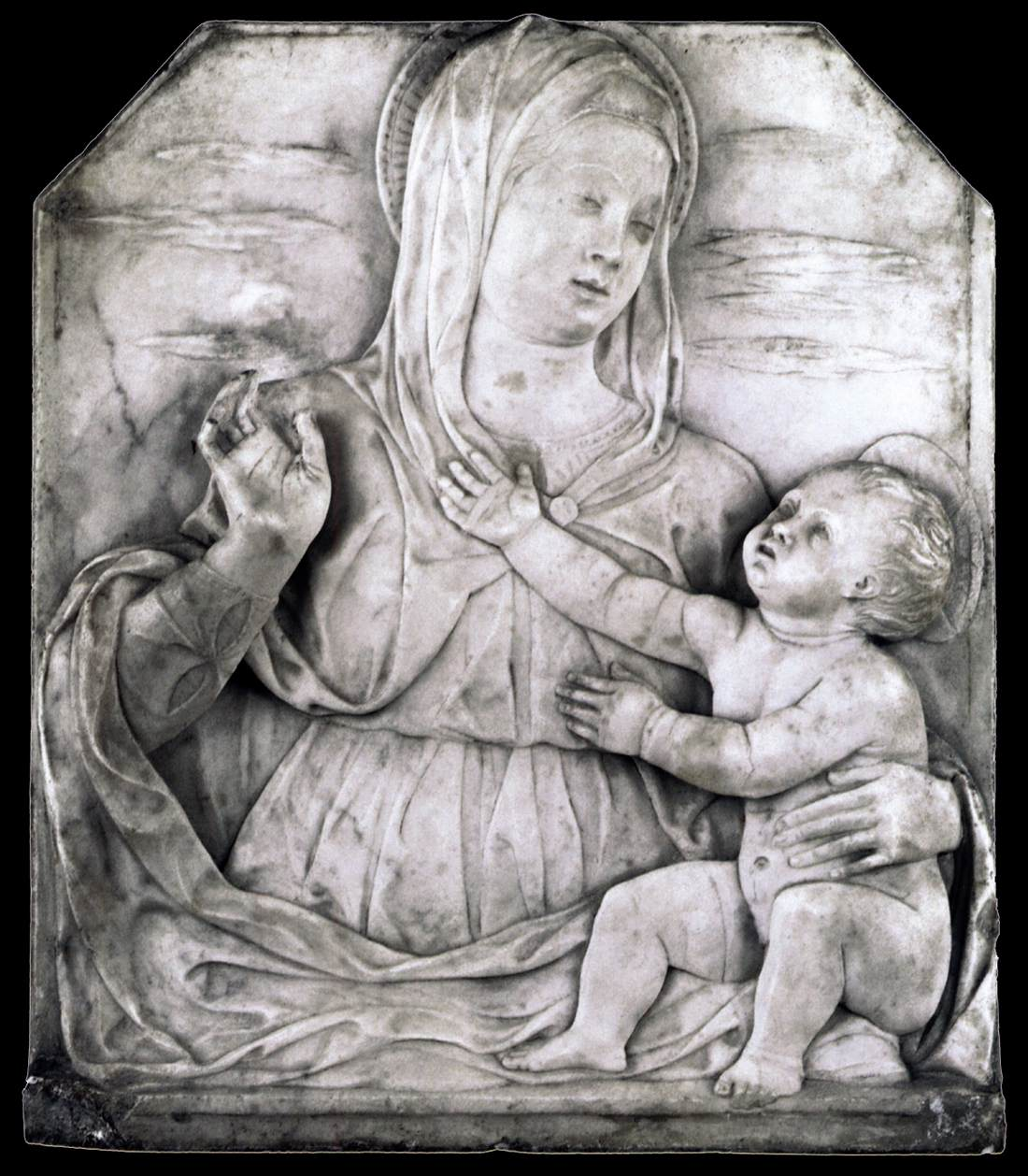
Madonna con Bambino - Liechtenstein Museum, Vienna.

Giovanni Giorgio Lascaris (... – 1531) è stato uno scultore italiano.

## Biografia
Molto probabilmente di origine greca, fu soprannominato Pirgotele, dal nome di un tagliatore di pietre che servì sotto Alessandro Magno. Viene menzionato per la prima volta in un epigramma del 1496 dell'umanista Giovanni Battista Guarini, che loda la sua Venere flagillifera (opera ora andata persa); anche Pomponio Gaurico lodò la stessa opera nel suo  De sculptura (1504).
Lascaris fu attivo a Padova, Venezia, Verona e, sembra, anche a Ferrara presso la corte Estense. Fu un seguace della tendenza classicheggiante che si stava imponendo nelle città venete all'inizio del Cinquecento, in particolar modo riferita ai lavori di Antonio e Tullio Lombardo.
Rimangono poche opere certe del Lascaris, tra queste ricordiamo:
- Madonna con Bambino raffigurata nella lunetta del portale della chiesa di Santa Maria dei Miracoli a Venezia (lavoro eseguito tra il 1480 ed il 1489);
- statua raffigurante santa Giustina in una acquasantiera della basilica di Sant'Antonio a Padova (lavoro eseguito tra il 1513 ed il 1514);
- bassorilievo con Madonna e Bambino, conservato al Liechtenstein Museum di Vienna, lavoro risalente a poco prima della morte dello scultore.
- un'opera in  collaborazione con Pietro Lombardo la si trova nella Cappella Badoer-Giustiniani nella chiesa di San Francesco della Vigna a Venezia.

Altre opere, attribuite a vario titolo al Lascaris, includono:
- Cristo in Pietà, conservato nella Parrocchia di Santa Maria a Pievebelvicino (VI)[2].
- Croce d'altare scolpita in legno di bosso in due pezzi: l'inferiore con scene dell'antico testamento ed il superiore del nuovo. Firmata dall'autore. Conservata presso la collezione Cagnola in villa Cagnola a Gazzada.